# Северо-Енисейский
Северо-Енисейский — городской посёлок, административный центр Северо-Енисейского района Красноярского края, один из крупнейших центров золотодобычи в России.
Население — 6167 чел. (2021).
В посёлке существует аэропорт (ИКАО: UNIS).

## География
Расположен в 485 км по прямой к северу от краевого центра, города Красноярска, в конечной точке региональной автодороги 04К-053 от Епишино (293 км).

## История
Возник как посёлок золотодобытчиков Авенировского рудника. В 1922 году официально стал называться Советский Рудник, в 1926 году получил статус рабочего посёлка. С этого времени начинается строительство домов барачного типа. В довоенное время строятся 4-6-ти квартирные дома, в послевоенное время 2-4-х квартирные, типовые общежития с печным отоплением. В 1950 году появились улицы Горького, Маркса, Коммунистическая, Урицкого, Фрунзе. В 1960-х годах начинается строительство двухэтажных многоквартирных домов по улице Донского. Позднее строятся дома и общежития с центральным отоплением по улицам Донского, Карла Маркса и 60-летия ВЛКСМ. В 1979 году впервые в вошёл в эксплуатацию крупнопанельный дом, в 1981 построен 56-квартирный пятиэтажный кирпичный дом. К концу 1986 года образовался современный микрорайон на 1500 жителей.
В 1936 году в Северо-Енисейском приземлился первый самолёт. За 1946—1947 годы построено грунтовое лётное поле со взлётно-посадочной полосой для самолётов типа АН-2, и уже в 1966 году приземлился ШМ. Вплоть до 1980-х годов шла реконструкция аэродрома; построена бетонная взлётно-посадочная полоса, принимающая самолёты типа АН-24, АН-26, ЯК-40.
В это же время в посёлке установлен ретранслятор, и посёлки района получили возможность приёма всесоюзных телевизионных программ.
До 2001 года на уровне муниципального устройства и до 2005 года на уровне административно-территориального устройства образовывал муниципальное образование (административно-территориальную единицу) посёлок (рабочий посёлок) Северо-Енисейский.
Законом от 18 февраля № 13-3017 2005 года предполагалось образование городского поселения посёлок Северо-Енисейский.
14 октября 2005 года вышел Федеральный закон № 6-ФКЗ «Об образовании в составе Российской Федерации нового субъекта Российской Федерации в результате объединения Красноярского края, Таймырского (Долгано-Ненецкого) автономного округа и Эвенкийского автономного округа», согласно которому новый регион образовывался в результате объединения 1 января 2007 года, позволявший (статья 17 ч. 4) Северо-Енисейский район как муниципальное образование наделить статусом муниципального района без наделения поселений, находящихся в границах территории Северо-Енисейского района, статусом городского или сельского поселения.
13 декабря 2005 года на сессии Законодательного собрания был принят Закон № 16-4196 «О внесении изменений в Закон края „Об установлении границ и наделении соответствующим статусом муниципального образования Северо-Енисейский район и образованных в его границах иных муниципальных образований“».

## Население
| 1939  | 1959  | 1970  | 1979  | 1989    | 2002  | 2009  |
| ----- | ----- | ----- | ----- | ------- | ----- | ----- |
| 6415  | ↘6173 | ↘6146 | ↗6650 | ↗10 143 | ↘6668 | ↗6775 |
| 2010  | 2012  | 2013  | 2014  | 2015    | 2016  | 2017  |
| ↗6950 | ↘6861 | ↘6816 | ↗6929 | ↗6994   | ↘6944 | ↘6747 |
| 2020  | 2021  |       |       |         |       |       |
| ↘6496 | ↘6167 |       |       |         |       |       |